# Ronde van Duitsland 1947
De Grote Duitse omloop 1947 was de negende editie van de Ronde van Duitsland. Het was de eerste editie na de Tweede Wereldoorlog. Georg Umenhauer was de titelverdediger. Hij was echter al gestopt met fietsen, waardoor hij zijn titel niet zou verdedigen. Dit jaar kende de editie 6 ritten, waarvan geen enkele rit langer dan 75 kilometer was, het was als ware een reeks van zes criterium. De winnaar kreeg geen gele trui zoals eerder het geval was, maar moest genoegen nemen met een gele band. De winnaar keeg uiteindelijk een sjerp. De Duitser Erich Bautz won een criterium en wist de eindzege te pakken.

## Etappelijst
| Etappe    | Datum       | Start – Finish  | km | Etappewinnaar      | Klassementsleider |
| --------- | ----------- | --------------- | -- | ------------------ | ----------------- |
| 1e etappe | 20 augustus | Solingen        | 60 | Richard Voigt      | Richard Voigt     |
| 2e etappe | 21 augustus | Bonn            | 68 | Fritz Diederichs   | Fritz Diederichs  |
| 3e etappe | 22 augustus | Aachen          |    | Hermann Siebelhoff | Fritz Diederichs  |
| 4e etappe | 23 augustus | Mönchengladbach | 65 | Richard Voigt      | Fritz Diederichs  |
| 5e etappe | 24 augustus | Düsseldorf      | 66 | Erich Bautz        | Erich Bautz       |
| 6e etappe | 25 augustus | Köln            | 72 | Philipp Hilbert    | Erich Bautz       |

## Eindklassement
|   | Renner           | Tijd      |
| - | ---------------- | --------- |
| 1 | Erich Bautz      | 11h00m03s |
| 2 | Fritz Diederichs | +0:00:56  |
| 3 | Richard Voigt    | +0:01:07  |